# Gustava Nisbeth

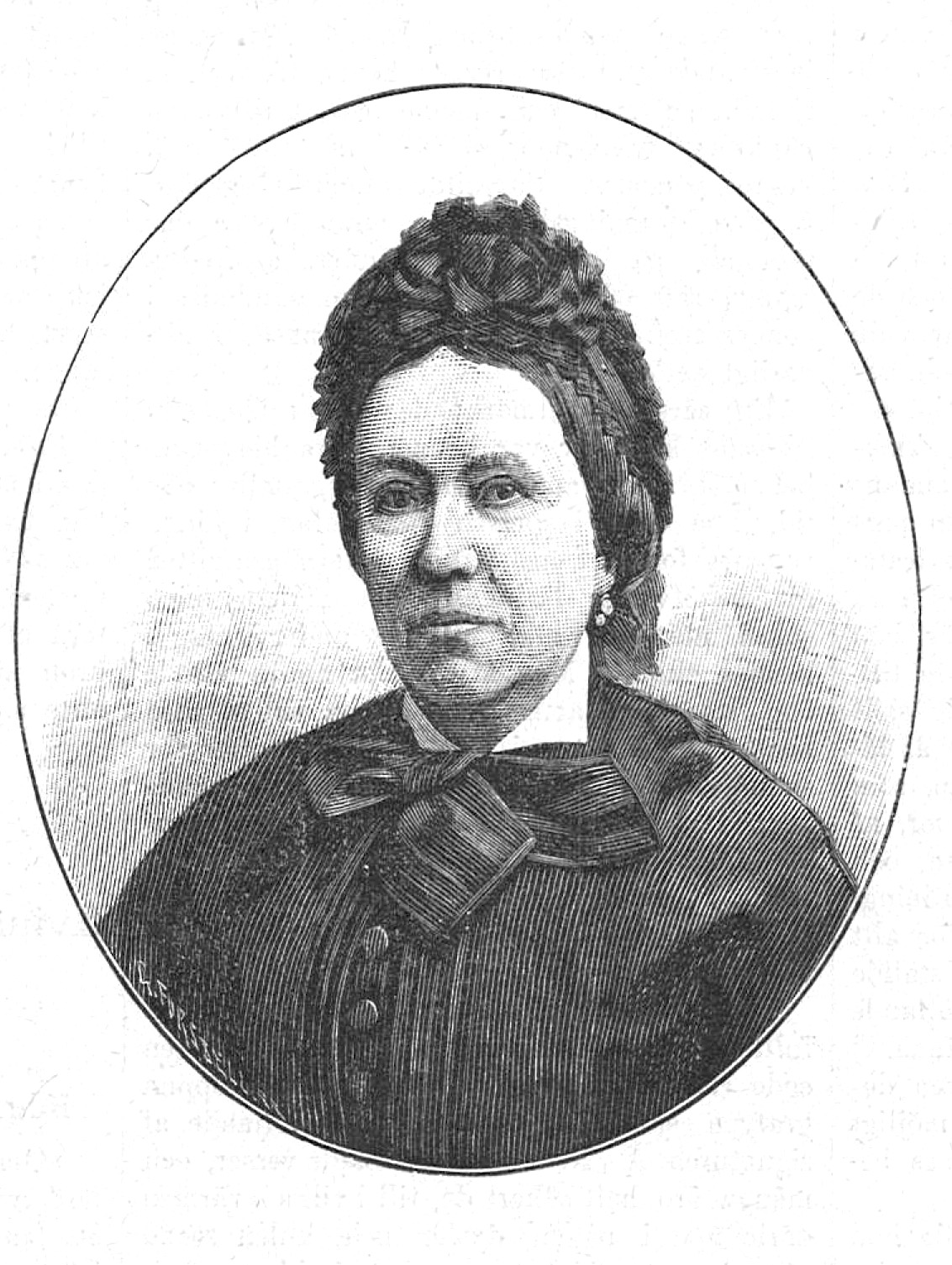
Gustava Nisbeth. Xylografi i Idun 1891, nr 21.

Gustava Nisbeth, född 30 januari 1816, död 28 april 1891, var en svensk skolledare. Hon grundade Nisbethska skolan (Uppsala) och var dess föreståndare 1849-1874. 
Gustava Nisbeth fick en på sin tid god utbildning i en flickpension i Stockholm, och var sedan verksam som guvernant på landet. År 1849 öppnade hon 
Gustafva Nisbeths Flickskola i Uppsala, till att börja med en mamsellskola med åtta elever i en klass. 
Hon utvecklade de följande åren skolan till den första riktiga flickskolan i Uppsala. Tidigare elever och så småningom manliga utbildade lärare anställdes eftersom skolan växte och anpassade sig till utvecklingen och reformerna av flickundervisningen, och själv undervisade hon till slut endast i de första klasserna. Hon behöll dock sin ställning som föreståndare för skolan, skötte dess yttre angelägenheter och framhålls för den sammanhållning hon skapade både bland eleverna och bland lärarekollegiet.  
Som lärare beskrivs hon som sträng men rättvis, och ska ha varit noga med att ge eleverna en personlig bedömning av karaktär och anlag för att anpassa undervisningen till denna: hon beröms också för sin känsla för jämlikhet, eftersom hon aldrig ska ha låtit vare sig elevers samhällsställning eller sin personliga relation till dem påverka hennes behandling av dem. Hon ska ha nedsatt terminsavgiften för behövande elever, och ordnade ofta anställning åt tidigare elever, båda vid sin skola och annanstans. Som kollega medgav hon att hennes egen utbildning så småningom inte räckte till för de nya krav tiden ställde, och för att gynna kvaliteten överlät hon om nödvändigt avgöranden till de av sina lärare som hade den bildning som krävdes.   
Som privatperson beskrivs hon som glättig, rättfram och förtroendeingivande, och hon ska ha haft en bred umgängeskrets. Hon utövade också viss välgörenhet. 
Hon investerade mycket pengar i skolan, och levde därför under knappa ekonomiska villkor när hon lämnade skolan 1874, men den var då en av Sveriges främsta.  